# Centre d'exposition d'Amos
 (novembre 2022).
Le Centre d'exposition d'Amos, situé au cœur du centre-ville amossois, est l’endroit tout désigné pour découvrir le travail d’artistes professionnels œuvrant en arts visuels, contemporain et actuel, et ce, en provenance d’un peu partout au Québec. Disposant de trois salles distinctes faisant l’envie de plusieurs, la programmation annuelle du Centre d’exposition se compose d’une dizaine d’expositions temporaires bonifiées par un volet d’éducation et d’animation qui permet d’enrichir l’expérience muséale du visiteur ou encore d’accroitre la connaissance et/ou la pratique des arts visuels. À l’occasion, il présente aussi des expositions en sciences et en histoire ou encore ses propres productions.      
Actif depuis 1968, le Centre d’exposition d’Amos est une institution muséale relevant de la Ville d’Amos, agréée par le ministère de la Culture et des Communications au nom du gouvernement du Québec. Ce sceau de qualité s’inscrit dans le respect de normes reconnues internationalement en matière de pratiques muséologiques, et de planification, de protection et de mise en valeur du patrimoine. Il garantit à la population l’accès à un établissement d’intérêt public de qualité.  Le Centre d’exposition est soutenu financièrement à la mission par le Conseil des arts et des lettres du Québec.     
Le Centre d’exposition d’Amos offre également les services d’une boutique où l’on peut se procurer des œuvres d’art et des produits métiers d’art réalisés ici en Abitibi-Témiscamingue. Une quarantaine d’artistes et artisans y sont représentés dans une grande diversité de produits.     
Le Centre d’exposition d’Amos est membre de la Société des musées du Québec, du Réseau muséal de l’Abitibi-Témiscamingue (RMAT), de l’Association des centres d’exposition de l’Abitibi-Témiscamingue, du Regroupement des intervenants touristiques Amos-Région (attraits), du Conseil de la culture de l'Abitibi-Témiscamingue et de Tourisme Abitibi-Témiscamingue.     

## Historique
Après avoir occupé le sous-sol de l'ancienne bibliothèque municipale et des locaux dans l'hôtel de ville d'Amos, le centre d'exposition a intégré la Maison de la culture en 1993 où il cohabite avec une bibliothèque et un centre d’archives agréé. Cette relocalisation a notamment permis au centre d'accroître sa capacité d'accueil, tant au point de vue technique que physique, mais également d'augmenter sa visibilité, puisqu'il est maintenant situé au centre-ville amossois.

## Réalisations marquantes
La production de l’exposition permanente Pour tout l’art du monde prend la forme d’une salle didactique sur l’histoire de l’art constituant du coup la base pour l’élaboration de plusieurs programmes éducatifs. Cette exposition a d'ailleurs reçu un prix d’excellence de la Société des musées du Québec.  
La coproduction de l’exposition itinérante Abitibiwinni : 6 000 ans d’histoire a circulé de 1996 à 2005 dans plus d’une douzaine de musées au Québec ainsi qu’au Préhistosite de Ramioul en Belgique.
Le Centre d'exposition d'Amos a également organisé le 3e Symposium en arts visuels de l’Abitibi-Témiscamingue en 1997. À ce titre, il a accueilli sous le thème Vingt mille lieux(es) sur l’esker plus d’une vingtaine de projets artistiques en provenance des cinq pays scandinaves, de la France, du Canada, du Québec et de l'Abitibi-Témiscamingue, auxquels s’ajoutent des manœuvres, des concerts, des soirées de performances, un colloque, etc. Cet évènement a également donné lieu à une publication et un film.

## Mission
Le Centre d’exposition d’Amos remplit essentiellement des fonctions de diffusion, d’éducation, d’action culturelle et de recherche. Il a pour mission la promotion, la diffusion et la mise en valeur d’expositions, d’évènements et d’activités d’éducation et d’animation portant principalement sur l’art contemporain et actuel au Québec (incluant les métiers d’art) mais également de façon plus ponctuelle sur l’histoire et les sciences.

## Valeurs de l'institution muséale
D’accessibilité par l’accès gratuit aux expositions et la variété des expositions et des activités présentées dans le souci de rejoindre différentes clientèles.
D’excellence par le maintien d’équipements et de pratiques conformes aux normes muséales et par la qualité professionnelle de sa programmation ; Par la recherche orientée vers les contenus des expositions de façon à bonifier leur développement, leur présentation et accroitre leur portée.
De reconnaissance du statut de l’artiste professionnel par le soutien financier et le respect de leur pratique (incluant la législation) tant au niveau des redevances des droits d’exposition, des services retenus que du soutien à la mise en valeur des arts visuels.
De responsabilité sociale par le choix de sujets de nos expositions et activités qui visent à accroitre la réflexion du public et l’esprit critique envers différents enjeux de société.
De collaboration-par le développement de projets spécifiques en collaboration avec sa population de proximité ainsi qu’avec la communauté artistique, muséale et culturelle.
Le Centre d’exposition d'Amos, c’est aussi un service d’éducation et d’animation qui s’active pour enrichir l’expérience muséale. Ce centre propose une série de programmes éducatifs destinés à la clientèle scolaire combinant visite animée d’une exposition et atelier d’expérimentation en arts plastiques. Le centre offre le CAMP’ART, un camp de jour estival, spécialisé en arts plastiques et destiné à la jeunesse. Il accueille aussi des activités ponctuelles qui se greffent tout au long de l’année pour explorer les thèmes des expositions; atelier de création, conférence-causerie, trousse créative, etc. Finalement, il permet de belles rencontres avec les artistes à presque chacun des vernissages. 